# Бащенко, Роза Дмитриевна
Ро́за Дми́триевна Ба́щенко (укр. Роза Дмитрівна Бащенко; 5 февраля 1929, Благовещенск, Дальневосточный край — 11 ноября 2018, Симферополь) — советский, украинский и российский искусствовед, художница и поэт. Член Союза художников Украины и Союза художников России.

## Биография
Родилась 5 февраля 1929 года в Благовещенске. С 1947 года жила в Симферополе. Окончила художественно-педагогическое отделение Крымского художественного училища имени Н. С. Самокиша (1952) и  факультет теории и истории искусств Ленинградского института живописи, скульптуры и архитектуры имени И. Е. Репина (1958; преподаватели А. П. Чубова, А. Н. Савинов, А. Г. Верещагина). Член КПСС.
С 1952 года — член товарищества «Крымхудожник». По окончании училища год проработала учителем рисования и черчения в средней женской школе № 9 Симферополя. С 1954 по 1958 год трудилась художником-живописцем в Симферопольских мастерских Художественного фонда УССР. В 1958—1959 годах — методист по изобразительному искусству Областного дома народного творчества. В 1959—1962 — главный хранитель фондов, в 1963—1984 — директор Симферопольского художественного музея. Под руководством Бащенко в музее была сформирована коллекция произведений крымских художников, на основе которой позднее открыт зал крымского искусства. Участвовала в создании Художественного музея при Бахчисарайском историко-культурном заповеднике.
В 1984 году вышла на пенсию. Продолжила заниматься написанием и изданием книг по искусству Крыма, выступлением на конференциях, освещением в прессе и на телевидении событий культурной жизни Крыма и Украины. С 2000 по 2002 — эксперт-искусствовед Государственной службы контроля по перемещению культурных ценностей за рубеж при Совете министров Автономной Республики Крым. В 2004—2008 годах работала в  Таврическом экологическом институте доцентом, заведующей кафедрой.
Умерла 11 ноября 2018 года в Симферополе.

### Личная жизнь
Писала стихи. Муж — Владимир Александрович Соколов (1923—1997), художник, член Союза художников СССР.

## Научная деятельность
Работала в области искусствоведения и художественной критики. Являлась одним из крупнейших крымских искусствоведов 2-й половины XX века — начала 2000-х годов. Автор первой в отечественной истории искусств монографии о К. Ф. Богаевском (1963). В 1982 году Институтом теории и истории изобразительных искусств АХ СССР присвоена степень кандидата искусствоведения (тема диссертации: «Становление и развитие творчества художника-пейзажиста К. Ф. Богаевского»; научный руководитель А. Н. Савинов). Ряд биографических статей Р. Д. Бащенко помещён в Энциклопедии современной Украины.

## Общественная деятельность
- Член Крымского отделения Союза художников Украины (с 1963)
- Член правления Крымского отделения Союза художников Украины (1981—1986)
- Ответственный секретарь Крымского отделения Союза художников Украины (1984—1985)
- Член Крымского отделения Союза художников России (с 2014)

## Награды и звания
- Золотая медаль «Духовность, традиции, мастерство» Союза художников России (2015)[4]
- Заслуженный деятель искусств Республики Крым (2016)[9]

## Основные труды
- Константин Фёдорович Богаевский. — Симферополь, 1963.
- Константин Фёдорович Богаевский. Киммерия : альбом. — Москва, 1972.
- Симферопольский художественный музей : альбом. — Киев, 1978.
- К. Ф. Богаевский. — Москва, 1984.
- Крымский пейзаж : альбом. — Киев, 1990.
- Бахчисарай в изобразительном искусстве : альбом. — Симферополь, 2002.
- А. В. Соколов. Путевые зарисовки. Симферополь, Доля, 2012
- Киммерийский пейзаж. Истоки и пророки : альбом. — Киев, 2016 (в соавторстве).
- Художники Крыма о Великой Отечественной войне : Музеи, собрания, коллекции : альбом. — Симферополь, 2017 (в соавторстве).